# شهرک صنعتی فجر
شهرک صنعتی فجر یک آبادی در ایران است که در دهستان لجران واقع شده‌است. شهرک صنعتی فجر ۳۹ نفر جمعیت دارد.